# British Transport Police

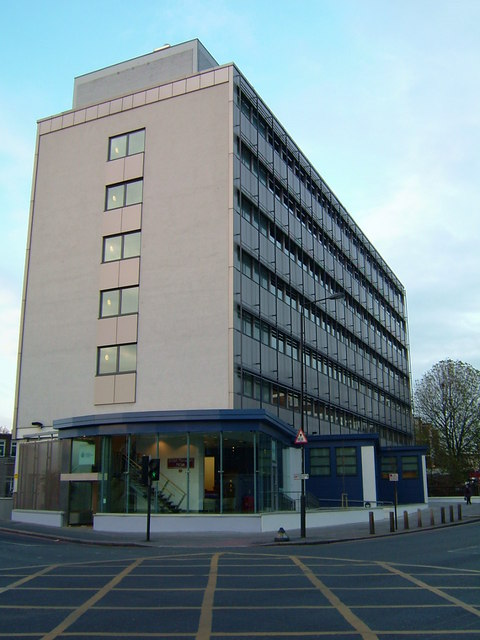
Bureau-chef du British Transport Police dans le district londonien de Camden.

La British Transport Police (BTP) est une police spéciale britannique qui surveille les chemins de fer et les métros légers en Grande-Bretagne, fonction donnée dans le cadre d'une entente. Les officiers de la BTP n'ont aucune autorité en Irlande du Nord, où un service équivalent est offert par le Service de police d'Irlande du Nord.
La privatisation et la fragmentation territoriale du système ferroviaire britannique en 1993 a obligé la BTP à se restructurer radicalement sans que pour autant elle perde son statut national et public.